# Sèish (Arieja)
Sèish (en francès Seix) és un municipi francès, situat a la regió d'Occitània, departament de l'Arieja. És limítrof amb el terme municipal aranès de Naut Aran i el pallarès d'Alt Àneu.